# کلایو جیمز
کلایو جیمز (۷ اکتبر ۱۹۳۹–۲۴ نوامبر ۲۰۱۹) منتقد، روزنامه‌نگار، نویسنده و ترانه‌سرای استرالیایی بود که از سال ۱۹۶۲ تا زمان مرگش در سال ۲۰۱۹ در بریتانیا زندگی و فعالیت کرد او کار خود را با نقد ادبی آغاز کرد و سپس در سال ۱۹۷۲ به منتقد تلویزیونی تبدیل شد، جایی که نام خود را به خاطر طنز خشمگینش بر سر زبان‌ها انداخت. پس از آن او به عنوان یک شاعر، ترانه‌سرا، نویسنده و طنزپرداز شهرت مستقلی به دست آورد.

## زندگی
جیمز ویوین لئوپولد جیمز در کوگارا، حومه جنوبی سیدنی به دنیا آمد. او در کودکی اجازه داشت نام خود را تغییر دهد زیرا «بعد از اینکه ویوین لی نقش اسکارلت اوهارا را بازی کرد، مهم نیست که شما چگونه آن را بنویسید، نام به‌طور غیرقابل برگشتی به یک نام دختر تبدیل شد». او «کلایو»، نام شخصیت تایرون پاور را در فیلم «این بالاتر از همه» در سال ۱۹۴۲ انتخاب کرد.
پدر جیمز، آلبرت آرتور جیمز، در زمان جنگ جهانی دوم توسط ژاپنی‌ها اسیر شد. اگرچه او از اردوگاه اسیران جنگی جان سالم به در برد، اما زمانی که B-24 آمریکایی حامل او و دیگر اسرای آزاد شده متفقین در مسیر توفان از اوکیناوا به مانیل برخورد کرد و به کوه‌های جنوب شرقی تایوان برخورد کرد، جان باخت. او در گورستان جنگ سای وان در هنگ‌کنگ به خاک سپرده شد. جیمز بعداً اظهار داشت که بسیاری از آثار زندگی او از مرگ پدرش سرچشمه گرفته است.
جیمز توسط مادرش (مینورا می)، یک کارگر کارخانه، در حومهٔ سیدنی کوگارا و جانالی بزرگ شد و چند سالی با پدربزرگ مادری انگلیسی‌اش زندگی می‌کرد.
او در دانشگاه سیدنی تحصیل کرد، جایی که از سال ۱۹۵۷ تا ۱۹۶۰ زبان انگلیسی و روان‌شناسی خواند. در دانشگاه، او در روزنامه دانشجویی، هونی سویت می‌نوشت و مجله سالانه اتحادیه دانشجویان را مدیریت کرد. او در سال ۱۹۶۱ با مدرک لیسانس هنرهای عالی در زبان انگلیسی فارغ‌التحصیل شد. پس از فارغ‌التحصیلی، جیمز به مدت یک سال به عنوان دستیار سردبیر برای مجله سیدنی مورنینگ هرالد کار کرد.
در سال ۱۹۶۲، جیمز به بریتانیا مهاجرت کرد، جایی که تا پایان عمر خانه او شد. او در ابتدا مشاغل کوتاه‌مدت فاجعه‌بار مختلفی داشت: کارگر ورق فلز، دستیار کتابخانه، آرشیوگر عکس و پژوهشگر بازار. حتی در یکی از تعطیلات تابستانی، او در یک سیرک کار کرد تا پول کافی برای سفر به ایتالیا پس‌انداز کند. از معاصران او در کمبریج می‌توان به ژرمن گریر (که در سه جلد اول خاطراتش با نام «رومن رند» شناخته می‌شود)، سیمون شاما و اریک آیدل اشاره کرد. جیمز ادعا کرد که با جدیت از خواندن هر یک از مطالب درسی پرهیز کرده است اما درنهایت پایان‌نامه دکتری خود را در مورد پرسی بیش شلی نوشت.

## فعالیت‌های ادبی

### منتقد و مقاله‌نویس
جیمز در سال ۱۹۷۲ منتقد تلویزیونی شد و تا سال ۱۹۸۲ در این سِمت باقی ماند. مارک لاوسون نقد جیمز را به‌قدری خنده‌دار توصیف کرد که خواندن آن در حالی که نوشیدنی داغ در دست دارید خطرناک بود. او همچنین برای روزنامه‌ها و مجلات در بریتانیا، استرالیا و ایالات متحده نقد ادبی می‌نوشت. جان گراس مقالهٔ «یک کولاک از بوسه‌های کوچک» او را در کتاب مقالات آکسفورد گنجاند.
منتقد متروپولیتن (۱۹۷۴)، اولین مجموعه نقد ادبی او بود. پس از آن در ستون‌های هرکول (۱۹۷۹)، از سرزمین سایه‌ها (۱۹۸۲)، افسونگران مار در تگزاس (۱۹۸۸)، شناگر رویاپرداز (۱۹۹۲)، حتی همان‌طور که ما صحبت می‌کنیم (۲۰۰۱)، معنای شناخت (۲۰۰۵) و فراموشی فرهنگی (۲۰۰۷) و مجموعه‌ای از زندگی‌نامه‌های فکری مینیاتوری بیش از ۱۰۰ شخصیت مهم در فرهنگ، تاریخ و سیاست مدرن را نوشت. این کتاب برای دفاع از انسان‌گرایی، لیبرال‌دموکراسی و وضوح ادبی، در فهرست بهترین‌های سال ۲۰۰۷ توسط ویلج ویس قرار گرفت. جلد دیگری از مقالات او با نام شورش آونگ در ژوئن ۲۰۰۹ منتشر شد.

### شاعر و غزل سرا
جیمز چندین کتاب شعر منتشر کرد، از جمله شعر سال (۱۹۸۳)، پاسپورت های‌دیگر (شعرهای ۱۹۵۸–۱۹۸۵) و کتاب دشمن من (۲۰۰۳) که عنوان آن را از شعر «کتاب دشمن من باقی مانده است» گرفته است.
او چهار شعر قهرمانانه ساختگی منتشر کرد: سرنوشت فلیسیتی فارک در سرزمین رسانه: شعری اخلاقی (۱۹۷۵)، زیارت پرگرین پریکه از طریق دنیای ادبی لندن (۱۹۷۶)، سرگشتگی بریتانیایی برایت در بیابان وست مینستر (۱۹۷۶) و چالش‌های چارلز جذاب در مسیر تاج و تخت (۱۹۸۱) و یک حماسه زندگینامه ای طولانی، رودخانه در آسمان (2018). در طول دهه ۱۹۷۰ او همچنین در شش آلبوم با پیت اتکین به‌عنوان ترانه‌سرا همکاری کرد:
- مراقب غریبه زیبا باشید (۱۹۷۰)
- رانندگی در آمریکای افسانه ای (۱۹۷۱)
- پادشاهی در شب (۱۹۷۳)
- جاده ابریشم (۱۹۷۴)
- مخفی نوشیدنی (۱۹۷۴)
- تهمت زنده (۱۹۷۵)

او در سال ۲۰۱۳ نیز ترجمه خود از کمدی الهی دانته را منتشر کرد که این اثر مورد استقبال منتقدان استرالیایی قرار گرفت.

### رمان‌نویس و خاطره‌نویس
جیمز در سال ۱۹۸۰ اولین کتاب زندگی‌نامه خود را با نام خاطرات غیرقابل اعتماد منتشر کرد که زندگی اولیه او در استرالیا را بازگو می‌کرد و بیش از ۱۰۰ بار تجدیدچاپ شد. پس از آن چهار زندگینامهٔ دیگر از او منتشر شد: سقوط به سوی انگلستان (۱۹۸۵) که سال‌های لندن او را پوشش می‌داد. می ویک در ژوئن (۱۹۹۰) که به دوران او در کمبریج می‌پرداخت. صورت شمالی سوهو (۲۰۰۶) و شعلهٔ تاریکی (۲۰۰۹)
جیمز همچنین چهار رمان نوشت: موجودات درخشان (۱۹۸۳)، بازسازی (۱۹۸۷)، بررم! بررم! (۱۹۹۱، در ایالات متحده با عنوان مردی از ژاپن منتشر شد) و قلعه نقره‌ای (۱۹۹۶).
در سال ۱۹۹۹، جان گراس گزیده‌ای از خاطرات غیرقابل اعتماد را در کتاب نثر انگلیسی جدید آکسفورد گنجاند. جان کری نیز در کتاب «لذت ناب» (۲۰۰۰) کتاب «خاطرات غیرقابل اعتماد» را به عنوان یکی از ۵۰ کتاب لذت‌بخش قرن بیستم انتخاب کرد.

### تلویزیون
جیمز حرفهٔ تلویزیونی خود را به‌عنوان مفسر مهمان در برنامه‌های مختلف گسترش داد. او برنامهٔ آی‌تی‌وی کلایو جیمز را در تلویزیون میزبانی کرد، که در آن برنامه‌های تلویزیونی غیرعادی یا سرگرم‌کننده از سراسر جهان به نمایش می‌گذاشت. پس از انتقالش به بی‌بی‌سی در سال ۱۹۸۸، او میزبان برنامه‌ای با فرمت مشابه به نام شنبه شب بود که بسیار محبوب بود.
مجموعه مستند اصلی او شهرت در قرن بیستم (۱۹۹۳) در بریتانیا توسط بی‌بی‌سی، در استرالیا توسط ای‌بی‌سی و در ایالات متحده توسط شبکه پی‌بی‌اس پخش شد. این مجموعه به مفهوم «شهرت» در قرن بیستم می‌پردازد و در طول هشت قسمت (هر قسمت به ترتیب زمانی و تقریباً به یک دهه از قرن، از دهه ۱۹۰۰ تا ۱۹۸۰ اختصاص دارد) بحث‌هایی در مورد افراد مشهور جهان را دنبال می‌کند.

### تئاتر
در سال ۲۰۰۸ جیمز دو نمایش در جشنواره ادینبورگ فرینج اجرا کرد: کلایو جیمز در گفتگو و کلایو جیمز در عصر. او نمایش دوم را در یک تور محدود در بریتانیا در سال ۲۰۰۹ بار دیگر به روی صحنه برد.

## افتخارات

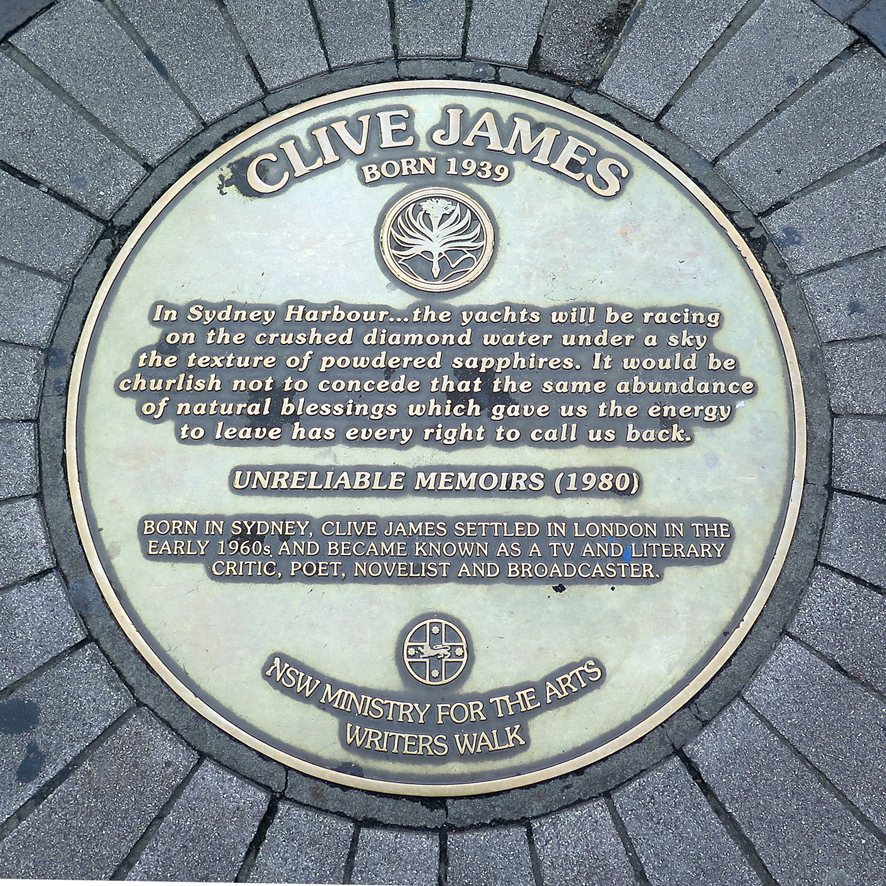
پلاک جیمز در پیاده‌روی نویسندگان سیدنی

در سال ۱۹۹۲، جیمز به عضویت نظم استرالیا (AM) درآمد. این در مراسم افتخارات روز استرالیا در سال ۲۰۱۳ به سطح افسر (AO) ارتقا یافت. جیمز در مراسم افتخارات سال نو ۲۰۱۲ به دلیل خدمات به ادبیات و رسانه به فرماندهی سفارش امپراتوری بریتانیا (CBE) منصوب شد. در سال ۲۰۰۳ مدال یادبود فیلیپ هاجنز برای ادبیات به او اعطا شد. او دکترای افتخاری را از دانشگاه‌های سیدنی و آنگلیا شرقی دریافت کرد. در آوریل ۲۰۰۸، جیمز جایزه ویژه‌ای را برای نوشتن و پخش از سوی داوران جایزه اورول دریافت کرد.
او در سال ۲۰۱۰ به عنوان عضو انجمن سلطنتی ادبیات انتخاب شد. او عضو افتخاری کالج پمبروک، کمبریج بود. در بفتای ۲۰۱۵، جیمز جایزه ویژه‌ای را به افتخار فعالیت ۵۰ ساله خود دریافت کرد. در سال ۲۰۱۴، مدال رئیس‌جمهور توسط آکادمی بریتانیا اعطا شد.
کلایو جیمز با یک پلاک در پیاده‌رو نویسندگان سیدنی تجلیل می‌شود. این شامل گزیده‌ای از بندر سیدنی از خاطرات غیرقابل اعتماد است.

## دیدگاه‌های سیاسی
دیدگاه‌های سیاسی جیمز در بسیاری از نوشته‌های او برجسته بود. در حالی که از کمونیسم به دلیل گرایش آن به توتالیتاریسم انتقاد می‌کرد، در بیشتر عمر خود با چپ همذات‌پنداری کرد. جیمز در مصاحبه‌ای در ساندی تایمز در سال ۲۰۰۶ دربارهٔ خود گفت: «من در چپ پرولتری بزرگ شدم و در آنجا باقی می‌مانم. عادلانه بودن برای کارگران امری اساسی است.»
دیدگاه‌های بعدی او بیشتر با جناح راست سیاسی همسو بود. جیمز قویاً از حمله سال ۲۰۰۳ به عراق حمایت کرد و در سال ۲۰۰۷ گفت که «جنگ تنها چند روز طول کشید» و ادامه درگیری در عراق «صلح عراق» بود. او همچنین نوشت که «سیاست رسمی تجاوز به زن در مقابل خانواده‌اش» در دوران رژیم صدام حسین بوده و زنان از زمان تهاجم از حقوق بیشتری برخوردار بوده‌اند. در سال ۲۰۱۷، جیمز فصلی را در کتابی در مورد تغییرات آب و هوا منتشر کرد که توسط مؤسسه روابط عمومی منتشر شد و از انکار آب و هوا حمایت کرد.
جیمز با توصیف ادیان به عنوان «آژانس‌های تبلیغاتی برای محصولی که وجود ندارد»، یک آتئیست بود و آن را به عنوان موقعیت پیش فرض و آشکار می‌دید. او همچنین حامی کمپین برمه بریتانیا بود، سازمانی که برای حقوق بشر و دموکراسی در برمه مبارزه می‌کند.

## سلامتی و مرگ
جیمز در بیشتر عمر خود یک مشروب‌خوار و سیگاری بود. او در زمان‌های مختلف از تلاش‌هایی نوشت که به‌طور متناوب برای ترک مشروب و سیگار انجام داده است. او چندین سال در روز ۸۰ نخ سیگار می‌کشید تا اینکه بالاخره در سال ۲۰۰۵ آن را ترک کرد.
در آوریل ۲۰۱۱، پس از حدس و گمان رسانه‌ها مبنی بر اینکه او دچار نارسایی کلیه شده است، جیمز در ژوئن ۲۰۱۲ تأیید کرد که لوسمی مزمن لنفاوی «او را شکست داده است» و او «نزدیک به پایان است». او گفت که در اوایل سال ۲۰۱۰ نیز تشخیص داده شد که آمفیزم و نارسایی کلیه دارد.
در ۳ سپتامبر ۲۰۱۳، مصاحبه ای با روزنامه‌نگار کری اوبراین، کلایو جیمز: بچه‌ای از کوگارا، توسط شرکت پخش استرالیایی پخش شد. این مصاحبه در کتابخانه کالج قدیمی او در دانشگاه کمبریج فیلمبرداری شد. در این مصاحبه، جیمز در مورد بیماری خود و مقابله با مرگ صحبت کرد. جیمز در این سال‌ها شعر «افرای ژاپنی» را نوشت که در سال ۲۰۱۴ در نیویورکر منتشر شد و به عنوان «شعر خداحافظی» او توصیف شد. نیویورک تایمز آن را «مراقبه‌ای تکان‌دهنده در مورد مرگ قریب‌الوقوع او» خواند.
جیمز در مصاحبه‌ای با بی‌بی‌سی، که در ۳۱ مارس ۲۰۱۵ پخش شد، خود را «نزدیک به مرگ اما شکرگزار زندگی» توصیف کرد. در اکتبر ۲۰۱۵، او اعتراف کرد که به لطف درمان آزمایشی دارویی، از زنده بودنش احساس «خجالت» کرده است. او تا ژوئن ۲۰۱۷ ستونی هفتگی با عنوان «گزارش‌های مرگ من…» برای گاردین نوشت. جیمز در ۲۴ نوامبر ۲۰۱۹ در خانهٔ خود در کمبریج درگذشت.

## فهرست اشعار برگزیده
| عنوان                              | سال  | اولین بار منتشر شد | تجدید چاپ / جمع‌آوری شد |
| ---------------------------------- | ---- | ------------------ | ---------------------- |
| کتاب دشمن من باقی مانده است        | ۱۹۸۳ |                    |                        |
| استاد ساحل                         | ۲۰۰۹ |                    |                        |
| زود خوابیدن                        | ۲۰۱۳ |                    |                        |
| Lecons de ténèbres                 | ۲۰۱۳ |                    |                        |
| با خواب گرد شده                    | ۲۰۱۴ |                    |                        |
| سیستم ستاره‌ای                      | ۲۰۱۵ |                    |                        |
| عیادت از کبوتر                     | ۲۰۱۵ |                    |                        |
| هزینهٔ اولیه                        | ۲۰۱۶ |                    |                        |
| من یک بار به این دست‌ها افتخار کردم | ۲۰۱۶ |                    |                        |
| تکه‌هایی از شکسپیر                  | ۲۰۱۶ |                    |                        |